# 吉布斯悖论

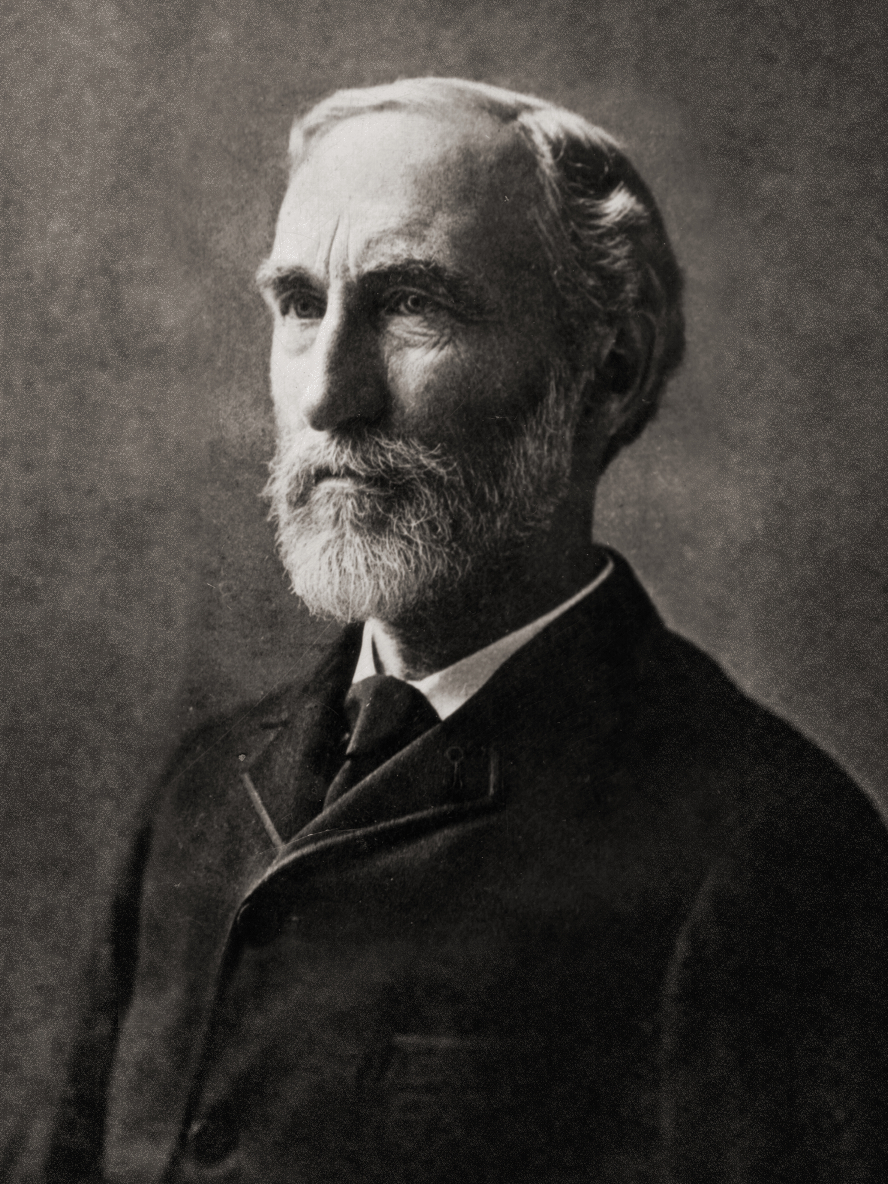
約西亞·吉布斯

吉布斯悖论，又称吉布斯佯谬（英語：Gibbs paradox）是热力学和统计物理学中的一个概念，最早由美国物理学家约西亚·吉布斯提出来，该悖论一直是统计力学和量子力学的学科发展中的一个重要议题。

## 内容
吉布斯自己也考虑了如果理想气体的熵不混合，会出现两个理想气体相同的容器中的体积、质量、温度、压力等都相同的问题。
每个容器都有一定的熵S，当打开容器壁间的门，让气体颗粒在容器之间混合，此时由于系统处于平衡状态，因此不会发生宏观变化。双容器系统中的气体熵可以很容易地计算，但如果方程不混合，熵就不会是2S。事实上，吉布斯定义和研究的非广义熵数量将预测更多的熵。关上门后再次将熵减少到2S，这被认为违反了热力学第二定律。
对这个佯谬的解释是，当气体不同时，不论其程度如何，原则上是有办法把它分开的，因此混合有不可逆的扩散发生。但如果两气体本来就是一种气体的两部分，则混合后是无法再分开复原的。因此在理论上并无矛盾。对吉布斯悖论中的混合熵随A和B的相似程度的变化的不连续性有多种解释。
真要解吉布斯悖论就必须证明混合熵实际上是连续变化的。约翰·冯·诺伊曼提出混合熵随A和B的相似程度的变化而连续地变为零。